# Îles Chiswell
Les îles Chiswell sont un groupe d'îles rocheuses et inhabitées, accessibles uniquement par bateau ou par avion, dans le Borough de la péninsule de Kenai en Alaska dans le golfe d'Alaska. Ces îles se trouvent à 35 miles au sud de Seward, et font partie du refuge faunique national maritime d'Alaska et constituent un important sanctuaire d'oiseaux. La région est très active sur le plan sismique et on le constate dans le paysage accidenté, qui a également été sculpté par les marées hautes et les mers agitées. Ces îles semblent s'élever verticalement hors de la mer ; il n'y a pas de plages horizontales. 

## Faune
Les étoiles de mer, les balanes et autres formes de vie marine prospérant dans cet habitat rocheux sont abondantes. Les îles sont habitées par des millions d'oiseaux et de mammifères marins et abritent une petite colonie d'otaries de Steller, une espèce menacée'.
Chaque année, des millions d’oiseaux de diverses espèces nichent sur les îles refuges, dont les macareux cornus, les mouettes tridactyles (qui nichent sur la paroi rocheuse exposée des falaises), les macareux huppés et divers stariques tels que le starique de Cassin et le starique à moustaches.

## Galerie

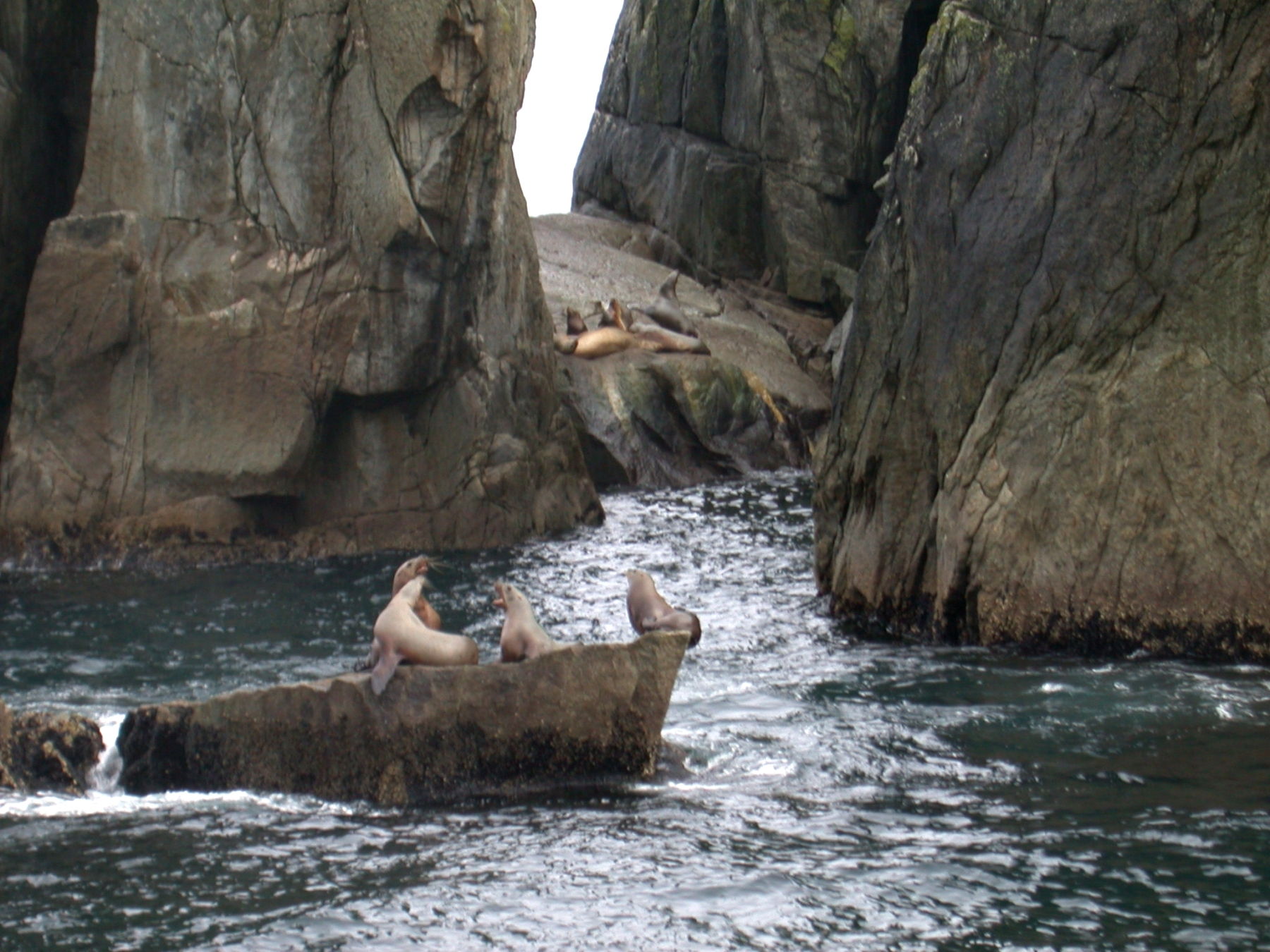
Lions de mer sur les îles.
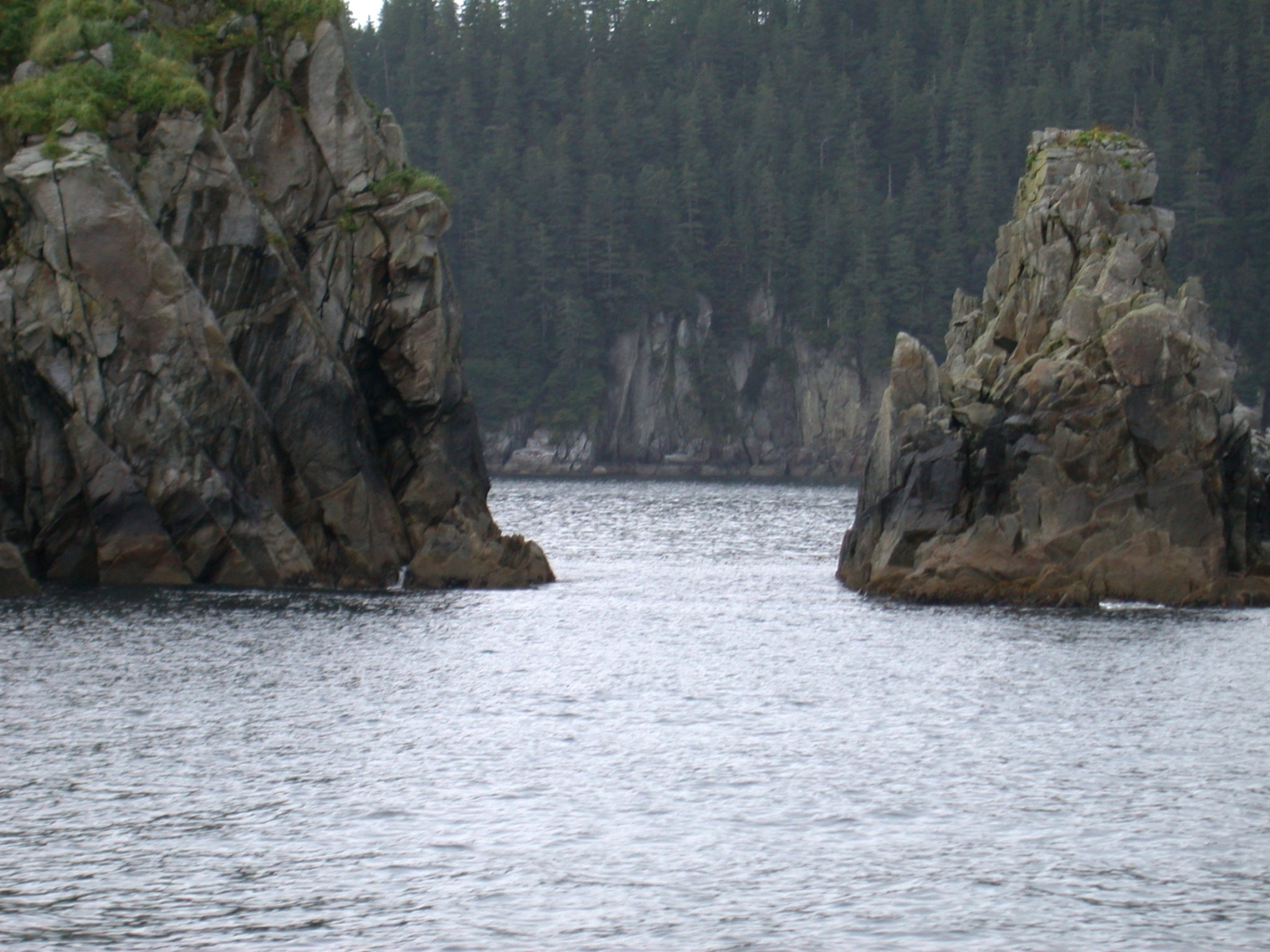
Îles Chiswell.